# Совхозное (Багратионовский район)
Совхозное — посёлок в Багратионовском районе Калининградской области. Является административным центром Пограничного сельского поселения.

## Население
| 2002 | 2010 |
| ---- | ---- |
| 671  | ↘583 |

## История
Первое упоминание о населённом пункте датируется 1340 годом.
В 1910 году в Риппене проживало 235 человек, в 1933 году — 551 человек, в 1939 году — 581 человек.
18 марта 1945 года Риппен был взят воинами 144-й стрелковой дивизии под командованием полковника Н. Т. Зорина.
В 1947 году Риппен был переименован в поселок Совхозное.

## Транспорт
Через посёлок ходит автобус 117 до Калининграда.